# Binche-Chimay-Binche 2018
La 31.ª edición de la clásica ciclista Binche-Chimay-Binche (nombre oficial: Binche-Chimay-Binche / Memorial Frank Vandenbroucke) se celebró en Bélgica el 2 de octubre de 2018 sobre un recorrido de 197,4 kilómetros con inicio y final en la ciudad de Binche.
La carrera formó parte del UCI Europe Tour 2018, dentro de la categoría 1.1, y fue ganada por el neerlandés Danny van Poppel del LottoNL-Jumbo. Completaron el podio, como segundo y tercer clasificado respectivamente, los belgas Yves Lampaert del Quick-Step Floors y Oliver Naesen del Ag2r La Mondiale.

## Equipos participantes
Tomaron parte en la carrera 24 equipos: 6 de categoría UCI WorldTeam; 10 de categoría Profesional Continental; y 8 de categoría Continental. Formando así un pelotón de 164 ciclistas de los que acabaron 109. Los equipos participantes fueron:
| WorldTeams (6)- AG2R La Mondiale - BMC Racing Team - Groupama-FDJ - Lotto NL-Jumbo - Lotto Soudal - Quick-Step Floors Equipos continentales profesionales (10)- Cofidis, Solutions Crédits - Direct Énergie - Fortuneo-Samsic - Israel Cycling Academy - Roompot-Nederlandse Loterij - Sport Vlaanderen-Baloise - Vérandas Willems-Crelan - Vital Concept - Wanty-Groupe Gobert - WB-Aqua Protect-Veranclassic Equipos continentales (8)- AGO-Aqua Service - Cibel-Cebon - Differdange-Losch - SEG Racing Academy - Sovac-Natura4Ever - Roubaix Lille Métropole - Tarteletto-Isorex - T.Palm-Pôle Continental Wallon |
| |

## Clasificación final
- Las clasificaciones finalizaron de la siguiente forma:[2]

| \| Clasificación general \| Clasificación general \| Clasificación general \| Clasificación general \| Clasificación general \| \| Ciclista \| Ciclista \| Equipo \| Tiempo \| \| \| --------------------- \| --------------------- \| --------------------------- \| --------------------- \| --------------------- \| \| 1.º \| Danny van Poppel \| LottoNL-Jumbo \| 4 h 33 min 02 s \| \| \| 2.º \| Yves Lampaert \| Quick-Step Floors \| + 3 s \| \| \| 3.º \| Oliver Naesen \| AG2R La Mondiale \| + 3 s \| \| \| 4.º \| Taco van der Hoorn \| Roompot-Nederlandse Loterij \| + 3 s \| \| \| 5.º \| Andrea Pasqualon \| Wanty-Groupe Gobert \| + 3 s \| \| \| 6.º \| Jean-Pierre Drucker \| BMC Racing Team \| + 3 s \| \| \| 7.º \| Jonas Van Genechten \| Vital Concept \| + 3 s \| \| \| 8.º \| Timothy Dupont \| Wanty-Groupe Gobert \| + 7 s \| \| \| 9.º \| Maxime Monfort \| Lotto-Soudal \| + 7 s \| \| \| 10.º \| Cees Bol \| Team Sunweb \| + 7 s \| \| |                     |                             |                 |
| |                     |                             |                 |
| Fuente: ProCyclingStats |                     |                             |                 |
| Clasificación general |                     |                             |                 |
| Ciclista | Ciclista            | Equipo                      | Tiempo          |
| 1.º | Danny van Poppel    | LottoNL-Jumbo               | 4 h 33 min 02 s |
| 2.º | Yves Lampaert       | Quick-Step Floors           | + 3 s           |
| 3.º | Oliver Naesen       | AG2R La Mondiale            | + 3 s           |
| 4.º | Taco van der Hoorn  | Roompot-Nederlandse Loterij | + 3 s           |
| 5.º | Andrea Pasqualon    | Wanty-Groupe Gobert         | + 3 s           |
| 6.º | Jean-Pierre Drucker | BMC Racing Team             | + 3 s           |
| 7.º | Jonas Van Genechten | Vital Concept               | + 3 s           |
| 8.º | Timothy Dupont      | Wanty-Groupe Gobert         | + 7 s           |
| 9.º | Maxime Monfort      | Lotto-Soudal                | + 7 s           |
| 10.º | Cees Bol            | Team Sunweb                 | + 7 s           |

## UCI World Ranking
La Binche-Chimay-Binche otorga puntos para el UCI WorldTour 2018 y el UCI World Ranking, este último para corredores de los equipos en las categorías UCI WorldTeam, Profesional Continental y Equipos Continentales. Las siguientes tablas son el baremo de puntuación y los corredores que obtuvieron puntos:
| Posición              | 1.ª | 2.ª | 3.ª | 4.ª | 5.ª | 6.ª | 7.ª | 8.ª | 9.ª | 10.ª |
| Clasificación general | 125 | 85  | 70  | 60  | 50  | 40  | 35  | 30  | 25  | 20   |

| 1.º  | Danny van Poppel    | LottoNL-Jumbo               | 125 |
| 2.º  | Yves Lampaert       | Quick-Step Floors           | 85  |
| 3.º  | Oliver Naesen       | Ag2r La Mondiale            | 70  |
| 4.º  | Taco van der Hoorn  | Roompot-Nederlandse Loterij | 60  |
| 5.º  | Andrea Pasqualon    | Wanty-Groupe Gobert         | 50  |
| 6.º  | Jean-Pierre Drucker | BMC Racing                  | 40  |
| 7.º  | Jonas Van Genechten | Vital Concept               | 35  |
| 8.º  | Timothy Dupont      | Wanty-Groupe Gobert         | 30  |
| 9.º  | Maxime Monfort      | Lotto Soudal                | 25  |
| 10.º | Cees Bol            | SEG Racing Academy          | 20  |